# Гребля Ель-Кут
32°29′56″ пн. ш. 45°49′04″ сх. д. / 32.49888° пн. ш. 45.81777° сх. д.
Гребля Ель-Кут — гребля на річці Тигр, розташована у місті Ель-Кут, провінція Васит, Ірак. Має 516 м завдовжки, 10,5 м заввишки і складається з 56 водоскидних шлюзів, кожен 6 м завширшки. Максимальна витрата греблі становить 6000 м³/сек, але фактична витрата не перевищує 2000 м³/сек протягом останніх 10 років. Греблею прокладена автострада і існує шлюз для човнів прямучих вгору і вниз по Тигру Провідною метою створення греблі є підтримка досить високого рівня води в Тигрі для постачання водою каналу Шатт аль-Хай, який відгалужується від Тигру трохи вище за течією від греблі Ель-Кут. До будівництва греблі Ель-Кут, Шатт аль-Хай отримував воду тільки в період повені Тигру. Рівень води в каналі підтримується диверсійною греблею Гарраф, яка була побудована в той же час, як й гребля Ель-Кут
Гребля Ель-Кут була побудована у 1934 - 1939 роках британською фірмою Balfour Beatty. У будівництві греблі було задіяно 2500 арабських і курдських робочих, що вийняли 1,223,288 м³ землі. Для будівництва греблі було використано 191,139 м³ бетону. Велика повінь на Тигрі у 1936 році затопила будівельний майданчик, і призвело до тимчасового припинення будівельних робіт.
На 1952 рік каналом Шатт аль-Хай було зрошено 26 440 га. У 2005 році, відбувся ремонт  та технічне обслуговування греблі Ель-Кут і Гарраф загальною вартістю 3 млн. дол США